# Lev (heraldika)
Lev patří mezi nejznámější obecné heraldické figury, přesněji do skupiny heraldických figur životných, do podskupiny figur zvířecích. Lev jako symbolický král zvířat vyjadřuje rytířské ctnosti, odvahu, sílu a statečnost. Lev se proto vyskytuje v erbech královských rodů, znaků zemí i měst. Rozlišujeme několik postojů lva. Mezi časté modifikace figury patří tzv. dvouocasý lev (při odlišování se lze setkat ve starší literatuře s označením jednoocasého lva jako lvice, nicméně toto rozlišení se dnes nepoužívá).

## Postoj lva
Pro specifikaci postojů lva při blasonování se používají níže uvedené termíny:
| Postoj             | Popis |
| ------------------ | --- |
| Ve skoku           | patří mezi nejběžnější znázornění, v blasonu (popisu erbu) se nemusí výslovně uvádět, není-li určena jiná specifikace, vždy bude jasné, že jde o lva ve skoku. Figura lva stojí na zadních tlapách, se zvednutou přední pravou tlapou. Toto vyobrazení je použito u českého lva. |
| Kráčející          | lev stojí na třech nohách, s pravou přední nohou zvednutou, pohled doprava |
| Leopard či levhart | jedná se o kráčejícího lva, zobrazeného s přivrácenou hlavou (en face – hledí do očí pozorovatele). Vyobrazen na znaku Anglie. |
| Sedící             | lev sedí na všech čtyřech nohách |
| Zpět hledící       | jedná se o zobrazení lva buď ve skoku, kráčejícího či sedícího, jehož hlava směřuje dozadu, tedy hledí zpět. V blasonu se proto uvádí např. lev kráčející, zpět hledící. |

Lev je běžně vyobrazen s hlavou viděnou z profilu. Je-li v poloze na třech nohách, s pravou přední nohou zvednutou a s přivrácenou hlavou k pozorovateli, je označován jako leopard. Takto je vyobrazen i na erbu Walesu či Anglie. Přes heraldicky správnější označení leopard, bývají tyto figury také jednoduše označovány jako lvi.

### Lev ve skoku

Český heraldický lev na velkém státním znaku České republiky
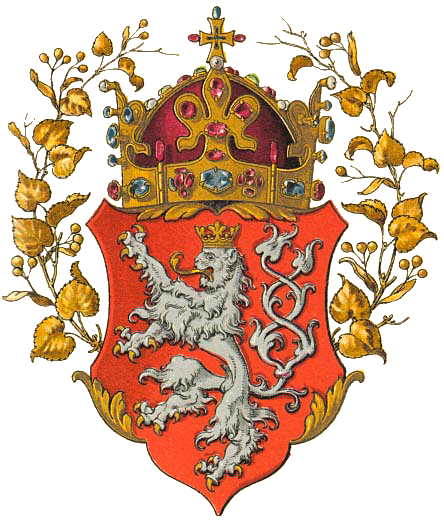
Znak Českého království se svatováclavskou korunou
Znak Československé socialistické republiky (1960-1990)
Lev užit jako štítonoš i jako klenot ve znaku Prahy
Judský lev na znaku města Jeruzalém
Znak Belgické království
Vlajka Vlámského regionu
Znak Nizozemského království
Královský znak Skotska
Znak Norského království
Znak Finské republiky
Znak Bulharské republiky
Znak Bulharské lidové republiky (1971-1990)
Znak města León, Španělsko
Znak města Lyon, Francie
Znak města Levoča, Slovensko
Znak města Slezský Lvovek, Polsko
Lví štítonoši ve znaku  Marockého království
Lví štítonoši ve znaku Gruzie
Znak Krasnojarského kraje Ruské federace
Znak Lvovské oblasti Ukrajiny
Znak Západoukrajinské republiky (1918–1919)
Znak 14. dobrovolnické divize SS „Halič“
Znak města Hlubčice, Polsko
Znak města Prudník, Polsko
Znak města Vratislav, Polsko
Znak města Lehnice, Polsko

### Leopard

ZnakAkvitánie (Francie)
Znak Anglie
Znak Walesu
Znak Černé Hory
Znak Estonska
Znak města Lvov, Ukrajina

### Užití lva v orientu

Znak Indie
Znak království Kambodže
Znak Srí Lanky
Vlajka Tibetu